# Cecil (Alabama)
Cecil ist ein gemeindefreies Gebiet im Montgomery County im Bundesstaat Alabama in den Vereinigten Staaten.

## Geographie
Cecil liegt im Osten Alabamas im Süden der Vereinigten Staaten. Es befindet sich etwa 12 Kilometer südlich des Tallapoosa River, der westlich in den Alabama River übergeht.
Nahegelegene Orte sind unter anderem Mathews (4 km südlich), Montgomery (6 km westlich), Pike Road (10 km südwestlich), Mount Meigs (11 km nordwestlich) und Shorter (12 km nordöstlich).

## Geschichte
Der Ort wurde nach Cecil McDade, einer bekannten lokalen Familie, benannt. 1895 wurde ein Postamt eröffnet, das 1986 geschlossen wurde.

## Verkehr
Cecil liegt unmittelbar an der Alabama State Route 110, über diese besteht 13 Kilometer nordwestlich Anschluss an den Interstate 85, der über eine Länge von 1075 Kilometern von Alabama bis Virginia führt, sowie den U.S: Highway 80, im Süden besteht außerdem Anschluss an den U.S. Highway 82.
26 Kilometer nördlich befindet sich der Tallassee Airport, 35 Kilometer westlich der Regionalflughafen Montgomery.